# Brent Michael Davids
Brent Michael Davids (* 4. Juni 1959 in Madison, Wisconsin) ist ein US-amerikanischer Komponist indianischer Herkunft. Er ist Angehöriger der Stockbridge Indianer (Stockbridge-Munsee Band of Mohican Indians of Wisconsin) vom Stamm der Mahican.
Davids studierte Komposition an der Northern Illinois University und der Arizona State University. In seinen Werken kombiniert er Elemente indianischer Musik mit westlicher Kompositionstechnik, wobei er auch traditionelle indianische Musikinstrumente einsetzt. Sie wurden von Ensembles wie dem Kronos Quartet, dem Miro Quartet, dem Vokalensemble Chanticleer, dem New Mexico Symphony Orchestra und dem Phoenix Symphony Orchestra aufgeführt. Er erhielt u. a. Preise der ASCAP, der Rockefeller Foundation, der Bush Foundation und der McKnight Foundation.
Zum 25. Jahrestag der Eröffnung des Kennedy Center 1996 wurde sein Stück Canon Sunrise, ein Auftragswerk des National Symphony Orchestra aufgeführt. 1998 wurde Davids an Robert Redfords Sundance Institute Film Lab eingeladen, wo er die Musik zu Sherman Alexies Indian Killer komponierte. Mit Joe Myers produzierte er im gleichen Jahr eine CD mit Songs für Quarzkristall-Flöte und Gitarre unter dem Titel Joe & the Blue Butterfly.
2001 führte das Phoenix Symphony Orchestra Davids' Powwow Symphony als vierzigminütige Powwow-Zeremonie mit Tänzern und Zeremonienmeister auf. Davids drehte über die Aufführung eine Fernsehdokumentation. 2002 komponierte er die Musik zu Alexies Film The Business of Fancydancing. Mit der Librettistin Marcie Rendon und dem Ensemble Zeitgeist arbeitet Davids an der Oper The Trial of Standing Bear.

## Werke
- Moon of the Falling Leaves, UA 1991
- The Singing Woods, UA 1994
- Mohican Friends, UA 1994
- Turtle People, UA 1995
- Native American Suite, UA 1995
- Canyon Sunrise, UA 1995
- Native American National Anthem, UA 1996
- Night Chant, UA 1996
- Mohican Soup, UA 1997
- Powwow Symphony, UA 1999
- She Is One Of Us, UA 2000
- The Last of James Fenimore Cooper: By A Mohican, UA 2001
- Of This Turtle Isle, UA 2001